# Hiroshi Inagaki
Hiroshi Inagaki (稲垣 浩 Inagaki Hiroshi?, n. 30 decembrie 1905, Tokyo⁠(d), Tōkyō, Japonia – d. 21 mai 1980, Tokyo⁠(d), Tōkyō, Japonia) a fost un cineast japonez cunoscut mai ales pentru filmul Samurai I: Musashi Miyamoto (1954), care a câștigat Premiul Oscar pentru cel mai bun film străin.

## Carieră
Născut la Tokyo ca fiu al unui actor de teatru shinpa, Inagaki a apărut pe scenă încă din copilărie, iar în 1922 a fost angajat ca actor la studioul Nikkatsu. A lucrat până în 1927 ca actor în filme mute. Dorind să devină regizor, s-a alăturat companiei Chiezō Productions a lui Chiezō Kataoka și a avut debutul regizoral cu filmul Tenka taiheiki (1928). S-a întors apoi la studioul Nikkatsu și a continuat să facă filme istorice (jidaigeki), printre care Daibosatsu tōge (1935), iar în acest timp a fost membru al Grupului Naritaki, din care făceau parte tineri cineaști precum Sadao Yamanaka și Fuji Yahiro, care au scris împreună scenarii sub numele de „Kinpachi Kajiwara”. La fel ca și ceilalți membri ai grupului, Inagaki era cunoscut pentru filmele cu samurai inteligente și amuzante.
La mijlocul anilor 1930, când a fost fondată compania de producție Photo Chemical Laboratories (PCL) - care va fi încorporată ulterior în cadrul companiei Toho Studios -, mulți actori, regizori și operatori de film ai companiei Nikkatsu au plecat la noua companie, ce dispunea de facilități moderne, dar Inagaki a rămas la Nikkatsu. Cineastul a continuat să realizeze filme istorice jidaigeki, iar la sfârșitul anilor 1940 s-a transferat la compania Shintoho și mai târziu la compania Toho, unde a realizat filme color cu buget mare, precum și filme delicate cu copii. A refăcut color trilogia Samurai, primind sprijin financiar consistent din partea companiei Toho. Cunoscutul cineast japonez Akira Kurosawa l-a respectat pe Inagaki ca regizor, chiar dacă cei doi cineaști nu au fost prieteni.
La sfârșitul anilor 1960 industria cinematografică japoneză a intrat însă într-o perioadă de declin: tânăra generație de spectatori prefera filmele americane, în timp ce spectatorii mai în vârstă nu mai mergeau la cinematograf și vizionau filmele prezentate la televizor. În aceste condiții, pe măsură televiziunile acaparau o tot mai mare influență, companiile de producție japoneze începeau să-și restrângă activitatea: Daiei (compania care a produs Rashomon) a intrat în faliment și și-a închis studioul, Nikkatsu a renunțat la filmele chambara și cu gangsteri și s-a orientat către filmele porno, Shochiku a efectuat restructurări masive și a rezistat ca urmare a succeselor înregistrate de seria de filme Tora-san a regizorului Yōji Yamada, în timp ce Toho a rezistat doar datorită filmelor cu buget redus care au acoperit pierderile produse de filmele scumpe ale companiei și s-a asociat cu Nikkatsu în producerea filmelor porno. Din această cauză, carierele unor regizori ca Hiroshi Inagaki, Senkichi Taniguchi, Shirō Toyoda și Ishirō Honda s-au încheiat. Filmele jidaigeki în care se specializase Inagaki erau foarte costisitoare, iar studiourile nu și-au mai putut permite să le producă.
Forțat să se retragă din activitate, Inagaki a fost solicitat de Toshiro Mifune să apară în diferite programe de televiziune, actorul dorind astfel să-l răsplătească pe fostul său regizor, cu care colaborase începând din 1951.
Hiroshi Inagaki a apărut ca actor în 15 filme între 1923 și 1927, apoi a regizat aproape 110 filme și a scris aproape 70 de scenarii între 1928 și 1970.

## Stil regizoral
Spre deosebire de filmele lui Kurosawa care aveau la bază scenarii solide, afirma „Robe”, criticul revistei Daily Variety în articolul „Daredevil in the Castle” (5 martie 1969), filmele lui Inagaki erau concentrate pe un singur aspect: acțiunea și conțineau numeroase efecte speciale. Acțiunea este complexă și alertă, cu multe intrigi de palat, iar firul ei se pierde adesea. Cu toate acestea, potrivit criticului Kevin Thomas de la Los Angeles Times, publicul spectator este captivat de ceea ce vede pe ecran deoarece Inagaki este, la fel ca Cecil DeMille, un mare povestitor.
Istoricul de film Stuart Galbraith IV l-a descris pe Inagaki drept „un cineast zilier, mai degrabă meseriaș decât autor” („a journeyman filmmaker, more artisan than auteur”), considerându-l totuși un regizor competent comparabil cu Michael Curtiz și Victor Fleming, care știa cum să folosească o cameră de filmat și să monteze filme și era ocazional capabil să depășească barierele genului cinematografic abordat. Având experiență de actor cunoștea cum trebuia interpretată o scenă și sugera adesea actorilor efectuarea unor schimbări.
În ciuda acestor calități, criticii de film Joseph L. Anderson și Donald Richie au susținut în cartea The Japanese Film - Art and Industry (ediție adăugită, Princeton University Press, 1982, p. 91) că Inagaki este mai important în industria cinematografică japoneză prin stimularea unor regizori talentați precum Mansaku Itami și Sadao Yamanaka decât prin impunerea unui stil personal de realizare a filmelor.

## Recunoaștere
Filmul său Muhōmatsu no isshō („Omul cu ricșa”, 1943) a fost selectat ca fiind al 8-lea cel mai bun film japonez din toate timpurile, într-un sondaj al celor mai bune 150 de filme japoneze, organizat în 1989 în rândul criticilor japonezi. Remake-ul color, Omul cu ricșa (1958), a câștigat trofeul Leul de Aur la Festivalul Internațional de Film de la Veneția din acel an. Filmul Samurai I: Musashi Miyamoto (1954) a câștigat Premiul Oscar onorific pentru cel mai bun film străin.
Trilogia Samurai (realizată în perioada 1954-1956, cu Toshirō Mifune în rolul principal) a avut un mare succes în Statele Unite ale Americii și a contribuit la consolidarea reputației lui Inagaki.

## Filmografie selectivă

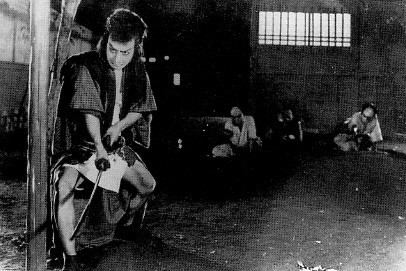
Le Joueur errant (1928).

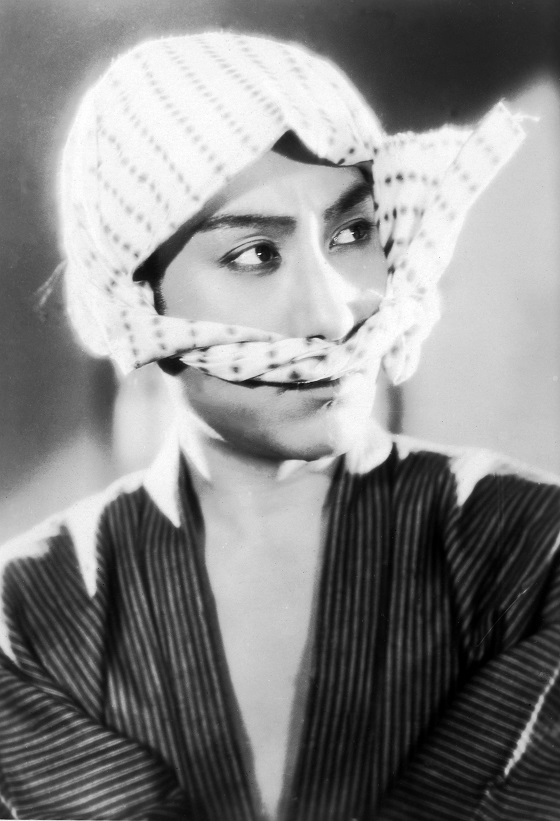
Chiezō Kataoka în L'Enfant gâté de l'époque (1932).

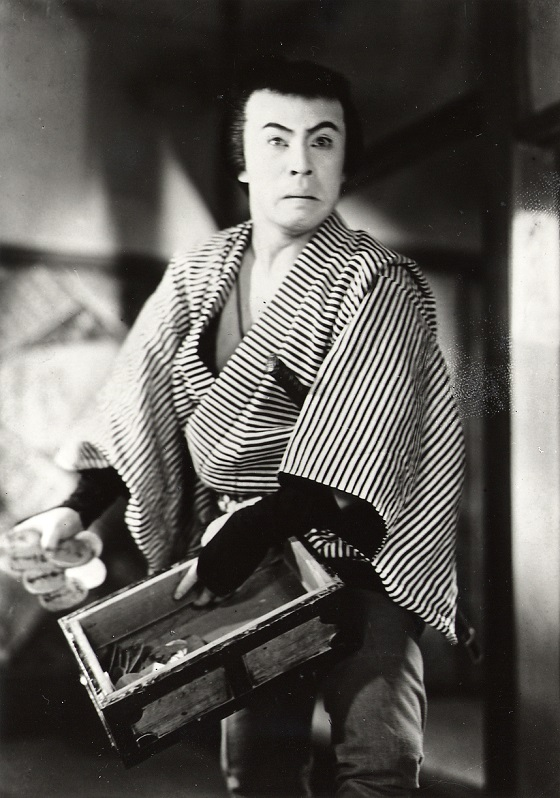
Denjirō Ōkōchi în Mille ryos de cailloux (1935).

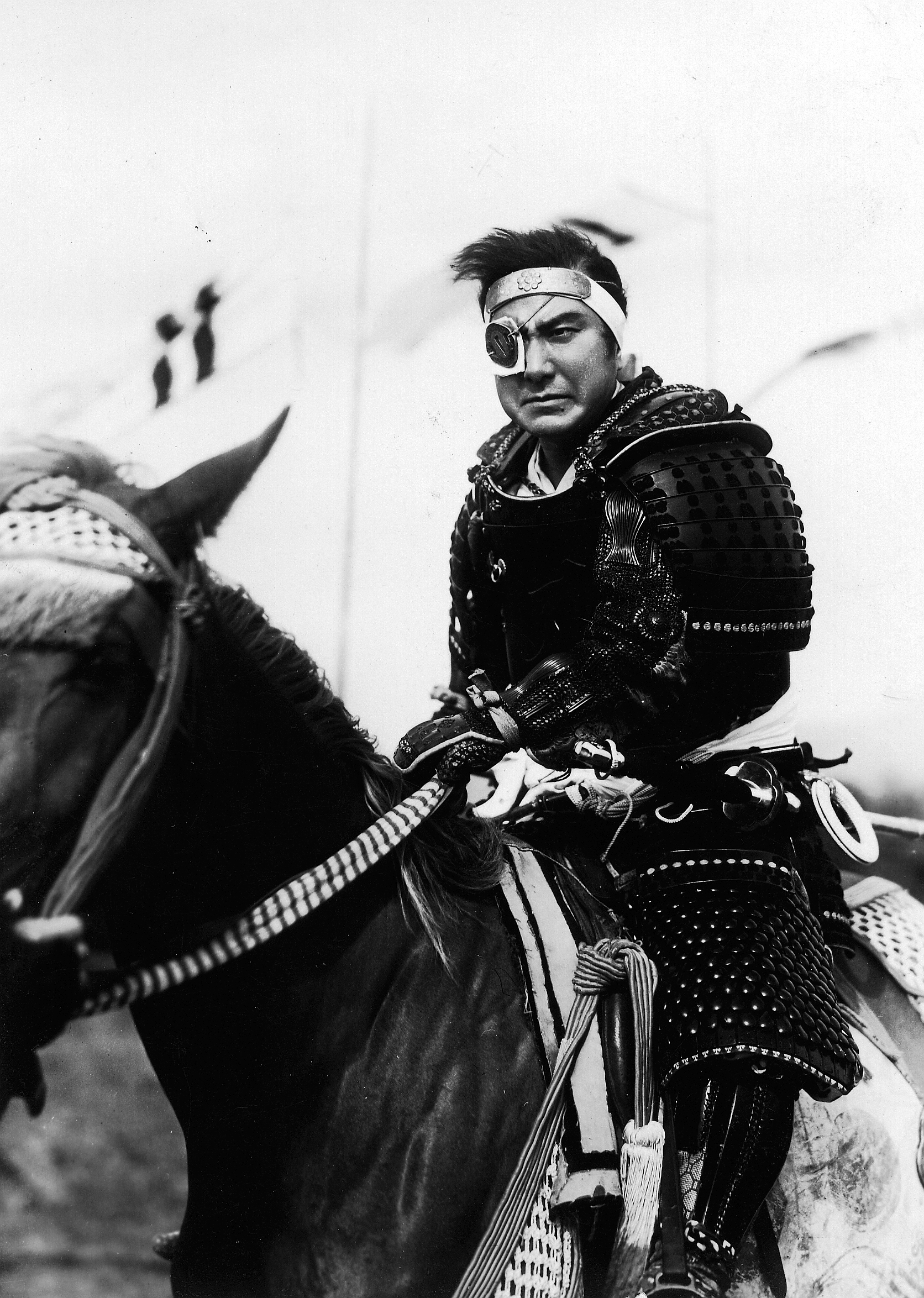
Chiezō Kataoka în Masamune Dokuganryū (1942).

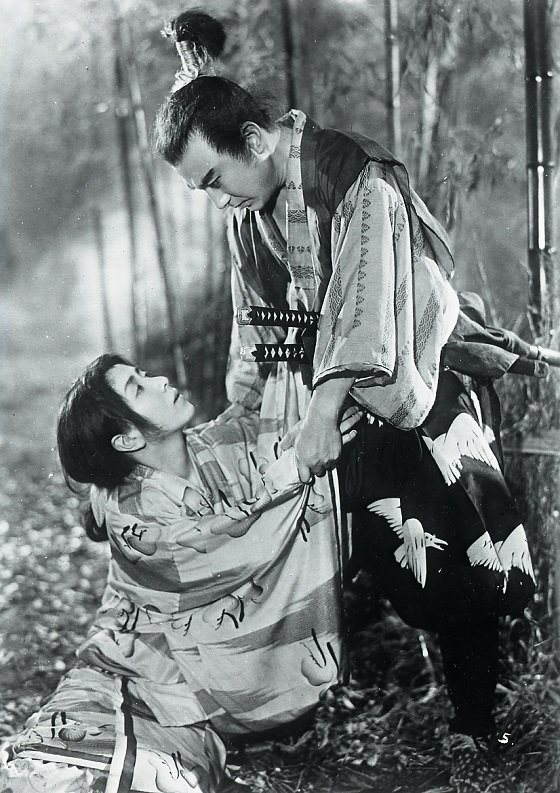
Chikako Miyagi și Chiezō Kataoka în Miyamoto Musashi : Duel à Ichijō-ji (1942).

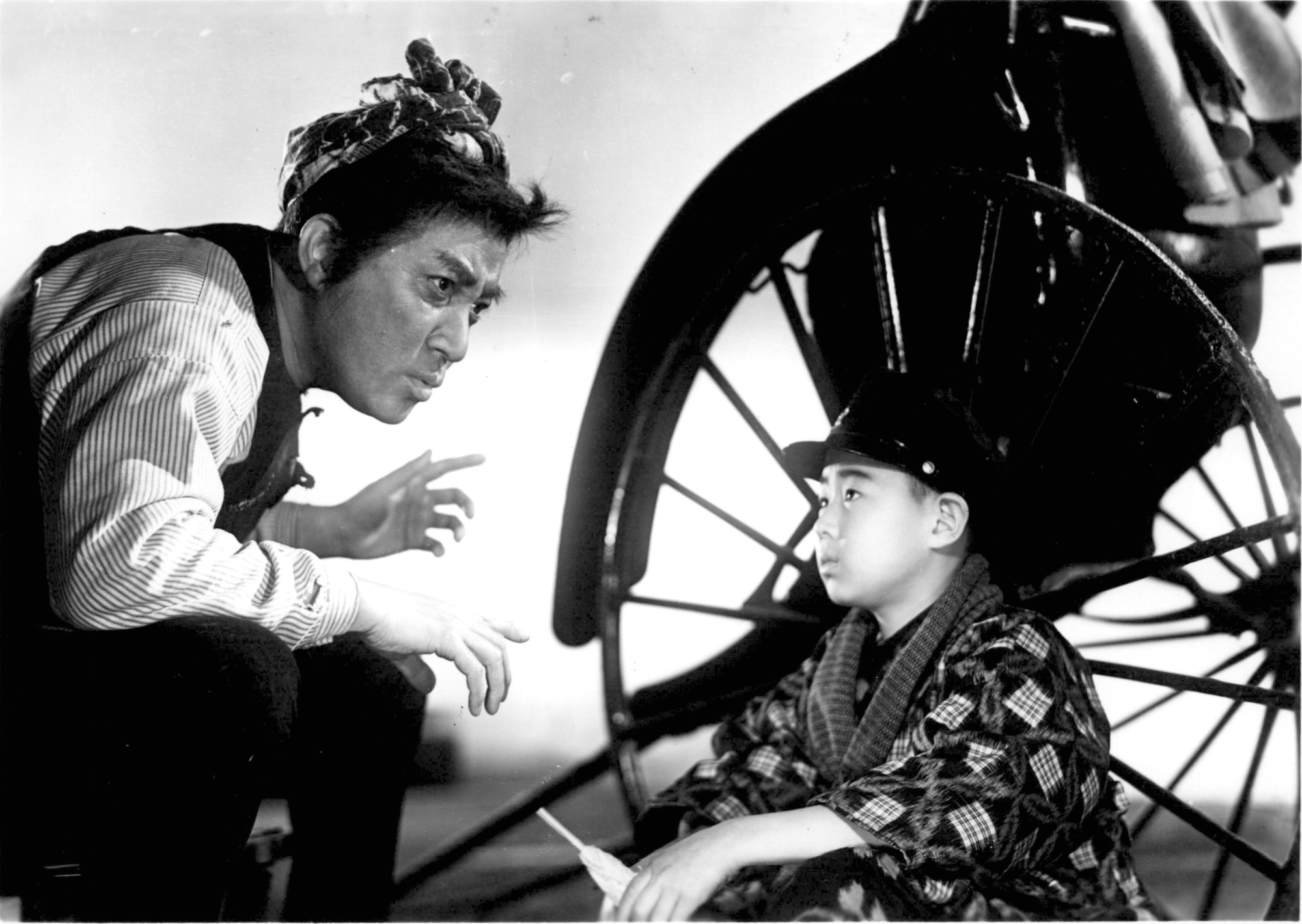
Tsumasaburō Bandō în Omul cu ricșa (1943).

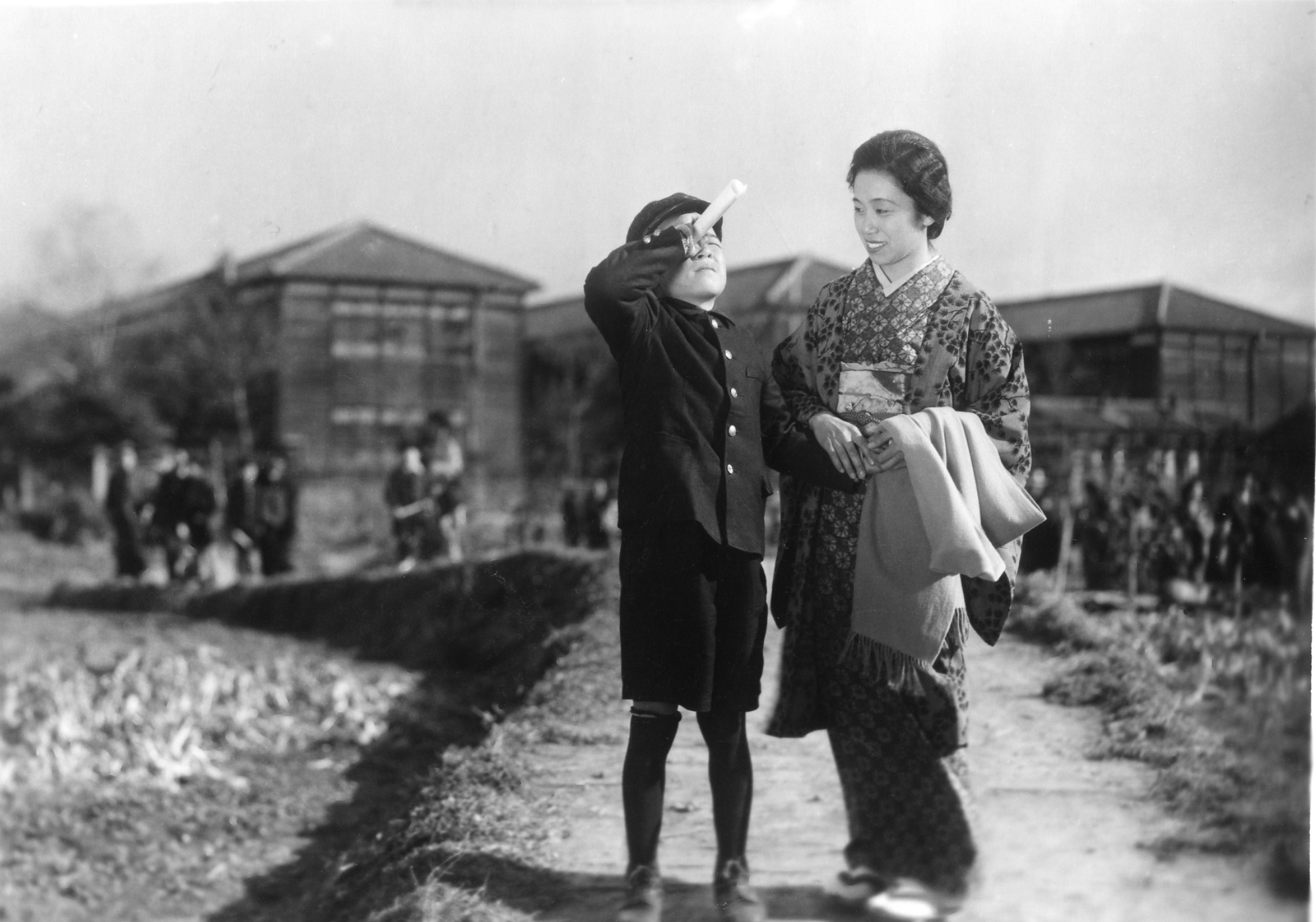
Haruko Sugimura în Main dans la main, les enfants (1948).

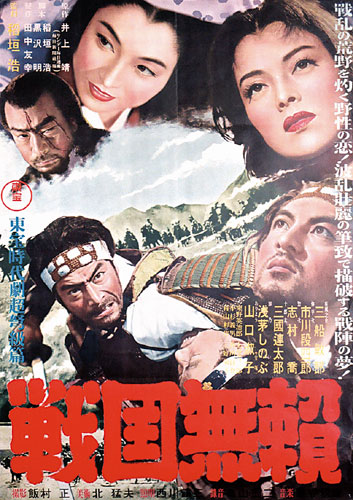
Afiș japonez al filmului Les Vauriens de l'époque Sengoku (1952).

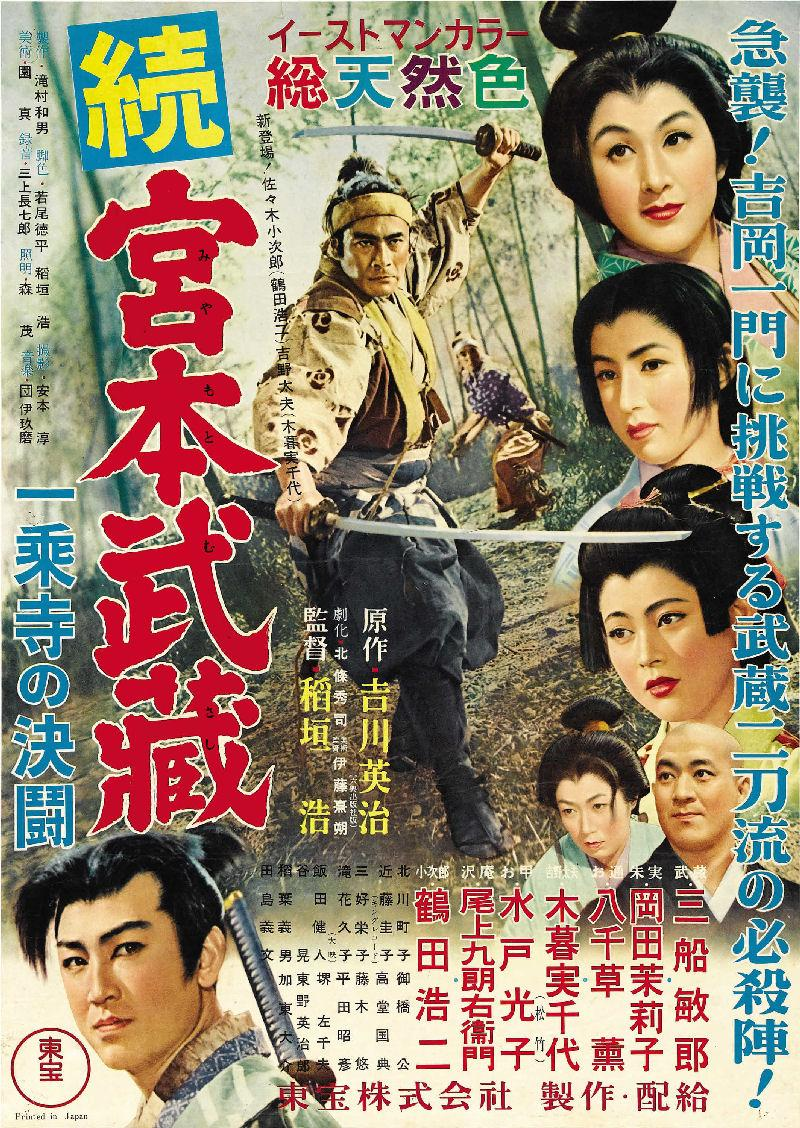
Afiș japonez al filmului Duel à Ichijoji (1955).

În afara unei indicații contrare, filmografia lui Hiroshi Inagaki este stabilită potrivit bazei de date JMDb.

### Actor
- 1923: Ore no shōrisa (俺の勝利さ?), regizat de Kensaku Suzuki
- 1923: La Danse infernale (地獄の舞踊 Jigoku no buyō?), regizat de Minoru Murata
- 1923: Koi o kakuru otoko (恋を賭くる男?), regizat de Kiyomatsu Hosoyama[23]
- 1923: La Nuit (夜 Yoru?), regizat de Kenji Mizoguchi - Sankichi
- 1923: Kokoro o mitsumete (心を見つめて?), regizat de Kiyomatsu Hosoyama
- 1924: Le Secret du chien féroce (猛犬の秘密 Moken no himitsu?), regizat de Minoru Murata[24]
- 1924: Chiisaki mono no rakuen (小さき者の楽園?), regizat de Kensaku Suzuki
- 1924: Le Signal (信号 Shingō?), regizat de Minoru Murata
- 1924: À la recherche d'une dinde (七面鳥の行衛 Shichimenchō no yukue?), regizat de Kenji Mizoguchi
- 1924: Le Livre de la pluie de mai (さみだれ草紙 (紅殻) Samidare zōshi?), regizat de Kenji Mizoguchi
- 1924: Takekurabe (たけくらべ?), regizat de Genjirō Saegusa
- 1924: Umi no naru otoko (海の鳴る男?), regizat de Iyokichi Kondō
- 1926: Jizōkyō yurai (地蔵教由来?), regizat de Hisashi Fukagawa
- 1927: Kyū-ban sōko (９番倉庫?), regizat de Tokuji Ozawa
- 1952: Kin no tamago (金の卵?), regizat de Yasuki Chiba

### Regizor
În afara unei indicații contrare, titlurile în limba franceză provin din filmografia lui Hiroshi Inagaki publicată în cartea Le Cinéma japonais a lui Tadao Satō, iar titlurile în rōmaji provin din filmografia lui Hiroshi Inagaki publicată în cartea A Critical Handbook of Japanese Film Directors a lui Alexander Jacoby. Mențiunea +scenarist indică faptul că Hiroshi Inagaki este și autorul scenariului.

#### Anii 1920
- 1928: Le Règne de la paix (天下太平記 Tenka Taiheiki?)
- 1928: Le Joueur-vagabond (放浪三昧 Hōrō zanmai?)[27]
- 1928: Le Petit Genji (源氏小僧 Genji kozō?)
- 1928: Samon, le chat en argent (銀猫左門 Ginneko Samon?)
- 1929: L'Araignée aveugle (めくら蜘蛛 Mekuragumo?) +scenarist
- 1929: Élégie de l'enfer II (続万花地獄 第二篇 Zoku banka jigoku : Dainihen?)[28]
- 1929: Élégie de l'enfer III (続万花地獄 完結篇 Zoku banka jigoku : Kanketsu hen?), coregizat împreună cu Masashi Soga +scenarist
- 1929: Carnet de route d'Oshidori (鴛鴦旅日記 Oshidori tabi nikki?)
- 1929: Daisaku Soma (相馬大作 武道活殺の巻 Sōma Daisaku : Budō kassatsu no maki?) +scenarist
- 1929: Entraînement d'un guerrier en images (絵本武者修業 Ehon musha shugyō?)
- 1929: L'homme que j'ai tué (殺した人 Koroshita hito?)
- 1929: Le Fourreau en requin (鮫鞘 Samezaya?)

#### Anii 1930
- 1930: Maelström (渦潮 Uzushio?)[29]
- 1930: Histoire plaisante de trois samouraïs sans maître (諧謔三浪士 Kaigyaku sanrōshi?) +scenarist
- 1930: Tasuke Isshin (一心太助 Isshin Tasuke?) +scenarist
- 1931: Cinquante ryos d'affection (恩愛五十両 On'ai gojūryō?) +scenarist
- 1931: Ma Mère dans les paupières (瞼の母 Mabuta no haha?)[30] +scenarist
- 1931: Treizième année de Genroku (元禄十三年 Genroku jūsannen?)
- 1931: La mode est au style yakuza (男達ばやり Otokodate bayari?) +scenarist
- 1931: Une épée entre en scène (一本刀土俵入 Ippongatana dohyōiri?) +scenarist
- 1932: Le Capuchon de paille de Yataro I (弥太郎笠 去来の巻 Yatarōgasa : Kyorai no maki?)[31] +scenarist
- 1932: Le Capuchon de paille de Yataro I (弥太郎笠 独歩の巻 Yatarōgasa : Doppo no maki?) +scenarist
- 1932: Voyage sous un ciel bleu (旅は青空 Tabi wa aozora?)[32] +scenarist
- 1932: L'Enfant gâté de l'époque (時代の驕児 Jidai no kyōji?)[33]
- 1933: Chuji Kunisada I (国定忠治 旅と故郷の巻 Kunisada Chūji : Tabi to kokyō no maki?) +scenarist
- 1933: Chuji Kunisada II (国定忠治 流浪転変の巻 Kunisada Chūji : Rurō tenpin no maki?) +scenarist
- 1933: Chuji Kunisada III (国定忠治 霽れる赤城の巻 Kunisada Chūji : Hareru Akagi no maki?)
- 1933: Une épée sous la lune (笹野権三郎 三日月笹穂切り Sasano Gonzaburō : Mikatsuki sasahokiri?)[34] +scenarist
- 1933: Vents et Nuages I (風雲 前篇 Fūun : Zenpen?) +scenarist
- 1934: Vents et Nuages II (風雲 後篇 Fūun : Kōhen?)[35] +scenarist
- 1934: Voyage de l'enfant Naohachi (直八子供旅 Naohachi kodomo tabi?)[36] +scenarist
- 1934: Les 47 Ronin de Tenpo (天保忠臣蔵 Tenpō Chūshingura?) +scenarist
- 1934: Le Clan Shinsen (新選組 前後篇 Shinsengumi?) +scenarist
- 1935: Brouillard sur la Tone (利根の川霧 Tone no kawagiri?) +scenarist
- 1935: La Neige blanche du Fuji (富士の白雪 Fuji no shirayuki?)
- 1935: Yatappe de Seki (関の弥太ッぺ Seki no Yatappe?), coregizat împreună cu Sadao Yamanaka
- 1935: Mille ryos de cailloux (千両礫 Senryō tsubute?)[37]
- 1935: Le Col du grand Bouddha (大菩薩峠 第一篇 甲源一刀流の巻 Daibosatsu tōge : Daiippen - Kōgen ittōryū no maki?)[6][38][39] +scenarist
- 1936: Le Col du grand Bouddha II (大菩薩峠 鈴鹿山の巻 Daibosatsu tōge : Suzukayama no maki?)[40] +scenarist
- 1936: Le Col du grand Bouddha III (大菩薩峠 壬生島原の巻 Daibosatsu tōge : Mibu Shimabara no maki?) +scenarist
- 1936: Les Mille et une nuits de vagabondage (股旅千一夜 Matatabi sen'ichiya?)[41]
- 1937: Tanbei Koichi (小市丹兵衛 追いつ追はれつの巻 Koichi Tanbei : Oitsu owaretsu no maki?)[42] +scenarist
- 1937: L'Âme de Koya (曠原の魂 Kōgen no tamashii?) +scenarist
- 1937: L'Épée du dragon volant (飛竜の剣 Hiryū no tsurugi?)
- 1937: Duel à Takada-no-baba (血煙高田の馬場 Chikemuri Takadanobaba?)[43], coregizat împreună cu Masahiro Makino
- 1938: Ginpei le hors-la-loi (無法者銀平 Muhōmono Ginpei?)
- 1938: Histoire d'un succès (出世太閤記 Shusse taikōki?)[44]
- 1938: Le Double de la nuit (闇の影法師 Yami no kagebōshi?)[45]
- 1938: Insectes en enfer (地獄の蟲 Jigoku no mushi?) +scenarist
- 1938: Images infernales I (魔像 Mazō?)[46]
- 1939: Images infernales II (魔像 Zoku mazō: Ibara Ukon?)
- 1939: Kesa et Morito (袈裟と盛遠 Kesa to Moritō?), coregizat împreună cu Masahiro Makino
- 1939: L'École du loyalisme (尊王村塾 Sonnō sonjuku?)

#### Anii 1940
- 1940: Miyamoto Musashi I (宮本武蔵 第一部 草分の人々 Miyamoto Musashi : Daiichibu : Kusawake no hitobito?)[47] +scenarist
- 1940: Miyamoto Musashi II (宮本武蔵 第二部　栄達の門 Miyamoto Musashi : Dainibu : Eitatsu no mon?) +scenarist
- 1940: Miyamoto Musashi III (宮本武蔵 剣心一路 Miyamoto Musashi : Kenshin ichiro?) +scenarist
- 1941: Le Festival de la mer (海を渡る祭礼 Umi wo wataru sairei?)[48]
- 1941: Les Derniers Jours d'Edo (江戸最後の日 Edo saigo no hi?)[49] +scenarist
- 1942: Miyamoto Musashi : Duel à Ichijō-ji (宮本武蔵 一乗寺決闘 Miyamoto Musashi : Ichijō-ji kettō?)[50] +scenarist
- 1942: Masamune Dokuganryū (独眼龍政宗 Dokuganryū Masamune?) +scenarist
- 1943: L'Homme au pousse-pousse (無法松の一生 Muhōmatsu no isshō?)
- 1944: Les feux de la guerre se lèvent à Shanghai (狼火は上海に揚る 春江遺恨 Rōka wa Shanhai ni agaru : Shunkō ikon?)
- 1945: Les Yakuzas dans la région de Tokai (東海水滸伝 Tōkai suikoden?), coregizat împreună cu Daisuke Itō
- 1945: Le Dernier Xénophobe (最後の攘夷党 Saigo no jōitō?)
- 1946: Les frères Okagura (おかぐら兄弟 Okagura kyōdai?)
- 1947: Le Théâtre estudiantin (壮士劇場 Sōshi gekijō?)
- 1947: Des cœurs purs comme la lune (こころ月の如く Kokoro tsuki no gotoku?)
- 1948: Main dans la main, les enfants (手をつなぐ子等 Te o tsunagu kora?)
- 1948: Danshichi le cheval noir (黒馬の団七 Kuro uma no Danshichi?)[51]
- 1949: L'Apparition du capuchon blanc (白頭巾現わる Shirozukin arawaru?)
- 1949: Les Enfants oubliés (忘れられた子等 Wasurerareta kora?) +scenarist

#### Anii 1950
- 1950: Profession garde du corps (俺は用心棒 Orewa yōjinbō?)
- 1950: Les Pirates et les bateaux étrangers (群盗南蛮船 Guntō nanbansen?)
- 1950: Sasaki Kojirō I (佐々木小次郎 Sasaki Kojirō?) +scenarist
- 1951: Sasaki Kojirō II (続佐々木小次郎 Zoku Sasaki Kojirō?) +scenarist
- 1951: Les Bateaux pirates (海賊船 Kaizokusen?)[52]
- 1951: Sasaki Kojirō III (完結 佐々木小次郎 巌流島決闘 Kanketsu Sasaki Kojirō : Ganryūjima kettō?)[53] +scenarist
- 1951: Les Cahiers Inazuma (稲妻草紙 Inazuma sōshi?) +scenarist
- 1952: Les Vauriens de l'époque Sengoku (戦国無頼 Sengoku burai?)[54] +scenarist
- 1952: La Femme de Shanghai (上海の女 Shanhai no onna?) +scenarist
- 1952: Les Bateaux et la vie élégante (風雲千両船 Fūun senryōsen?) +scenarist
- 1953: Voyage sous la brise (旅はそよ風 Tabi wa soyokaze?) +scenarist
- 1953: Hanjiro Omatsuri (お祭半次郎 Omatsuri Hanjirō?)
- 1954: La Légende de Musashi (宮本武蔵 Miyamoto Musashi?)[55] +scenarist
- 1955: Duel à Ichijoji (続宮本武蔵 一乗寺の決闘 Zoku Miyamoto Musashi : Ichijōji no kettō?)[56] +scenarist
- 1955: La Route du voyage (旅路 Tabiji?) +scenarist
- 1956: La Voie de la lumière (宮本武蔵完結編 決闘巌流島 Miyamoto Musashi kanketsuhen : Kettō Ganryūjima?)[57] +scenarist
- 1956: Le Bateau des prisonniers (囚人船 Shūjinsen?)[58] +scenarist
- 1956: La Tempête (嵐 Arachi?)
- 1957: L'Art du combat de Yagyu I (柳生武芸帳 Yagyū bugeichō?)[59] +scenarist
- 1957: La Geisha du vieux quartier (太夫さんより 女体は哀しく Kottai-san yori : Nyotai wa kanashiku?)
- 1958: L'Art du combat de Yagyu II (柳生武芸帳 双龍秘剣 Yagyū bugeichō : Sōryū hiken?)[60] +scenarist
- 1958: Omul cu ricșa (無法松の一生 Muhōmatsu no isshō?)[20] +scenarist
- 1958: Nezumi Kozo part en voyage (旅姿鼠小僧 Tabisugata Nezumi Kozō?) +scenarist
- 1959: Samurai Saga (或る剣豪の生涯 Aru kengō no shōgai?)[61] +scenarist
- 1959: La Naissance du Japon (日本誕生 Nippon tanjō?)[62]

#### Anii 1960
- 1960: Un médecin courageux (ふんどし医者 Fundoshi isha?)
- 1961: Récits du château d'Osaka (大阪城物語 Ōsaka-jō monogatari?)[63] +scenarist
- 1961: Gen et la sculpture de Bouddha (ゲンと不動明王 Gen to fudōmyō'o?)[64]
- 1961: Les bandits courent dans le vent (野盗風の中を走る Yatō kaze no naka o hashiru?) +scenarist
- 1962: Tatsu (どぶろくの辰 Doburoku no Tatsu?)[65]
- 1962: Les 47 ronin (忠臣蔵 花の巻 雪の巻 Chūshingura : Hana no maki Yuki no maki?)[66]
- 1963: L'Épée secrète (秘剣 Hiken?) +scenarist
- 1964: La Grande Tornade (士魂魔道 大龍巻 Shikon madō : Daitatsu maki?)[67] +scenarist
- 1964: Bric-à-brac (がらくた Garakuta?) +scenarist
- 1966: Goemon se déchaîne (暴れ豪右衛門 Abare Gōemon?)[68] +scenarist
- 1967: Sasaki Kojirō (佐々木小次郎?)[69] +scenarist
- 1969: Furin kazan (風林火山 Furin kazan?)[70]

#### Anii 1970
- 1970: L'Embuscade (待ち伏せ Machibuse?)[71]

### Scenarist
- 1933: Danshichishigure (段七しぐれ?), regizat de Eiichi Koishi
- 1936: Ichitōryū shinan (一刀流指南?), regizat de Seiichi Ishibashi
- 1937: Abare shishi (あばれ獅子?), regizat de Seiichi Ishibashi
- 1937: Abare shishi : Kōhen (あばれ獅子 後篇?), regizat de Seiichi Ishibashi
- 1933: Chimatsuri sandaime (血祭三代目?), regizat de Jun'ichi Fujita
- 1939: Rōgoku no hanayome (牢獄の花嫁?), regizat de Ryōhei Arai
- 1939: Rōgoku no hanayome : Kaiketsuhen (牢獄の花嫁 解決篇?), regizat de Ryōhei Arai
- 1944: Ouma wa nanajūnana mankoku (お馬は七十七万石?), regizat de Kimiyoshi Yasuda
- 1952: Aru yo no dekigoto (ある夜の出来事?), regizat de Kōji Shima
- 1979: Jigoku no mushi (地獄の蟲?), regizat de Tatsuo Yamada

### Producător
- 1969: Shinsengumi (新選組 Shinsengumi?)[72]

## Distincții

### Premii
- 1950: Premiul Mainichi pentru Hiroshi Inagaki și echipa sa pentru Les Enfants oubliés[73]
- 1956: Premiul Oscar pentru cel mai bun film străin pentru La Légende de Musashi[21][74]
- 1958: Leul de Aur al Festivalului Internațional de Film de la Veneția pentru Omul cu ricșa[20][75]

### Selecții
- 1957: La Tempête a fost selectat în competiția Festivalului Internațional de Film de la Berlin (Berlinala 1957)

## Legături externe
- Hiroshi Inagaki la Internet Movie Database
- Hiroshi Inagaki pe Japanese Movie Database
- Mormântul lui Hiroshi Inagaki